# Walter Heimig
Walter Wilhelm Heimig (* 3. Oktober 1880 in Wesel; † 30. September 1955 in Koblenz-Moselweiß) war ein deutscher Landschafts-, Genre-, Figuren- und Porträtmaler sowie Lithograf der Düsseldorfer Schule.

## Leben
Heimig, Sohn des in Eupen geborenen Weseler Lithografen Carl Theodor Hubert Heimig (1827–1903) und dessen Ehefrau Maria, geborene Beyer, verließ das Gymnasium seiner Vaterstadt, das er seit 1890 besucht hatte, vorzeitig. Seinen künstlerischen Neigungen folgend besuchte er ab Oktober 1900 für viereinhalb Jahre die Kunstakademie Düsseldorf. Dort waren Peter Janssen der Ältere, Claus Meyer und Eduard von Gebhardt, dessen Meisterschüler er war, seine Lehrer.
Im Jahr 1905 gewann er das Rom-Stipendium der Preußischen Akademie der Künste, was ihm einen Aufenthalt in Italien ermöglichte. 1905/1906 leistete er als Einjährig-Freiwilliger den Militärdienst beim Kleveschen Feldartillerie-Regiment Nr. 43 in Wesel. Danach ließ er sich als Kunstmaler in Düsseldorf nieder, wo er dem Künstlerverein Malkasten angehörte. Zu seinem Freundeskreis zählten die Maler Walter Ophey und Toni Wolter. Seit 1907 war er regelmäßig auf großen deutschen Kunstausstellungen vertreten, etwa in der Großen Berliner Kunstausstellung, im Münchner Glaspalast und in der Großen Kunst- und Jahresausstellung der Künstler-Vereinigung Niederrhein. Er unternahm Studienreisen, unter anderem nach Ungarn, Dalmatien und in die Niederlande. Drei Jahre lebte er in Paris, wo er sich mit Malweisen und Sujets von Impressionismus und Fauvismus vertraut machte.
Im Ersten Weltkrieg focht er im Range eines Vizefeldwebels und eines Leutnants an der Ostfront. Im Zweiten Weltkrieg, in dem sein einziger Sohn fiel, wurde seine Düsseldorfer Wohnung, die er mit seiner Frau Ria bewohnt hatte, durch Luftangriffe zerstört. Das Paar zog nach Bad Ems, das es durch frühere Aufenthalte kannte.
Heimig erwarb sich einen Ruf als Maler galanter Park- und Ballszenen, die er figürlich und mit kräftigen Farbakzenten ausführte. Markenzeichen dieser Bilder sind häufig Damen mit langen, ausladenden Röcken. Auch Land und Leute des Niederrheins gehörten zu seinen bevorzugten Themen. Im Bereich der Lithografie werden seine Karikaturen hervorgehoben.
Heimig starb kurz vor Vollendung des 75. Lebensjahres in einem Krankenhaus in Koblenz-Moselweiß. Seine Heimatstadt Wesel ehrte ihn 1956 durch eine Gedenkausstellung in ihrem Rathaus und durch Benennung der Walter-Heimig-Stege im Stadtteil Fusternberg. Werke Heimigs sind im Koenraad-Bosman-Museum in Rees ausgestellt.